# Ignacy Moszczeński
Ignacy Moszczeński herbu Nałęcz – generał-adiutant królewski, rotmistrz targowickiej formacji Brygady Kawalerii Narodowej Znaków Hussarskich pod Imieniem Województwa Bracławskiego, konsyliarz konfederacji województwa bracławskiego, konsyliarz konfederacji generalnej koronnej w konfederacji targowickiej, podczaszy bracławski w 1784 roku, cześnik radziejowski w 1780 roku, wojski stężycki w 1776 roku.
Poseł województwa poznańskiego na sejm 1782 roku. Sędzia sejmowy ze stanu rycerskiego w 1782 roku. Poseł województwa poznańskiego na sejm 1784 roku. Był posłem województwa bracławskiego na Sejm Czteroletni w 1790 roku.
Był komisarzem powiatu bracławskiego do ofiary 10. grosza w 1789 roku.
Był kawalerem Orderu Świętego Stanisława.
W XVIII wieku był członkiem loży wolnomularskiej Świątynia Izis.
Był żonaty z Teresą z Ostrowskich.